# NGC 3808
NGC 3808 ist eine Balken-Spiralgalaxie mit ausgedehnten Sternentstehungsgebieten vom Hubble-Typ SBc/P im Sternbild Löwe nördlich der Ekliptik. Sie ist schätzungsweise 316 Millionen Lichtjahre von der Milchstraße entfernt und hat einen Durchmesser von etwa 150.000 Lichtjahren. Gemeinsam mit PGC 36228 (NGC 3808A) bildet sie das wechselwirkende Galaxienpaar ARP 87 oder KPG 297.
Halton Arp gliederte seinen Katalog ungewöhnlicher Galaxien nach rein morphologischen Kriterien in Gruppen. Diese Galaxie gehört zu der Klasse Spiralgalaxien mit einem großen Begleiter hoher Flächenhelligkeit auf einem Arm (Arp-Katalog).
Im selben Himmelsareal befinden sich u. a. die Galaxien NGC 3832, NGC 3748, NGC 3754, NGC 3772.
Die Typ-IIP-Supernova SN 2013db wurde hier beobachtet.
Das Objekt wurde am 10. April 1785 von dem deutsch-britischen Astronomen Wilhelm Herschel entdeckt.